# 松江市立皆美が丘女子高等学校
松江市立皆美が丘女子高等学校（まつえしりつ みなみがおかじょしこうとうがっこう）は、島根県松江市西尾町にある市立女子高等学校。通称「女子高」「市女」。
島根県で唯一の市立高校であり、中国・四国地方で唯一の公立女子高校である。

## 設置学科
- 全日制課程
  - 普通科
  - 国際コミュニケーション学科

## 沿革
- 1954年（昭和29年）
  - 2月11日 - 松江市立女子高等学校の設立が認可される
  - 4月1日 - 松江市立女子高等学校開設。松江市立第二中学校校舎の一部を転用
  - 4月10日 - 開校式及び第１回入学式挙行。PTAを結成
  - 5月17日	校章を決定
- 1959年（昭和34年）
  - 2月19日 - 母衣町校舎への移転し、当校単独の校舎となる
  - 10月1日 - 校歌を制定
- 1964年（昭和39年）10月1日 - 新校舎移転先を松江市西尾町540-1とすることに決定
- 1966年（昭和41年）10月1日 - 女子高賛歌、皆美が丘賛歌発表会を行う
- 1967年（昭和42年）
  - 1月7日 - 新校舎に移転を完了
  - 2月25日 - 移転新築落成式を挙行
- 1969年（昭和44年）2月21日 - 新校歌を制定、発表会を挙行
- 1995年（平成7年）4月1日 - 国際文化科を設置
- 2005年（平成17年）4月1日 - 国際文化科を国際文化観光科（国際文化コース・観光コース）に改編
- 2009年（平成21年）3月31日 - 英語教育改善のための調査研究学校に指定
- 2010年（平成22年）- 神戸夙川学院大学において開かれた第2回観光甲子園にてグランプリ（観光庁長官賞）を受賞
- 2012年（平成24年）- 神戸夙川学院大学において開かれた第4回観光甲子園にてグランプリ（文部科学大臣賞）を受賞
- 2014年（平成26年）10月12日 - 津田梅子賞受賞
- 2015年（平成27年）4月23日 - ユネスコスクールに認定される
- 2021年（令和3年）4月1日 - 松江市立皆美が丘女子高等学校に改称。同時に国際文化観光科を国際コミュニケーション学科に改組